# Diocesi di Mascliane
La diocesi di Mascliane (in latino Dioecesis Masclianensis) è una sede soppressa e sede titolare della Chiesa cattolica.

## Storia
Mascliane, forse identificabile con le rovine di Hajeb El Ayoun nel governatorato di al-Qayrawan in Tunisia, è un'antica sede episcopale della provincia romana di Bizacena.
Sono tre i vescovi documentati di Mascliane. Vittoriano partecipò al concilio indetto da Aurelio di Cartagine nel 397 e sottoscrisse gli atti delle prime due sessioni, il 13 e il 28 agosto. A meno che non si tratti di Vittoriano di Musti, questo vescovo può essere identificato all'omonimo vescovo, indicato senza sede episcopale di appartenenza, scelto nel 401 per procedere alla sostituzione di Equizio di Ippona Zarito.
Il donatista Pluziano intervenne alla conferenza di Cartagine del 411, che vide riuniti assieme i vescovi cattolici e donatisti dell'Africa romana; in quell'occasione la sede non aveva vescovi cattolici.
Terzo vescovo è Bonifacio, il cui nome figura al 9º posto nella lista dei vescovi della Bizacena convocati a Cartagine dal re vandalo Unerico nel 484; Bonifacio, come tutti gli altri vescovi cattolici africani, fu condannato all'esilio.
Dal 1933 Mascliane è annoverata tra le sedi vescovili titolari della Chiesa cattolica; dal 21 maggio 2022 il vescovo titolare è Fabián González Balsa, vescovo ausiliare di Río Gallegos.

## Cronotassi

### Vescovi
- Vittoriano † (menzionato nel 397)
  - Pluziano † (menzionato nel 411) (vescovo donatista)
- Bonifacio † (menzionato nel 484)

### Vescovi titolari
- Jean-Pierre Urkia, M.E.P. † (12 giugno 1967 - 21 dicembre 2011 deceduto)
  - Carlos Alberto Novoa de Agustini, O.F.M.Cap. (3 dicembre 2013 - 13 dicembre 2013 dimesso) (vescovo eletto)[5]
- Jonas Benson Okoye (30 maggio 2014 - 9 novembre 2021 nominato vescovo di Nnewi)
- Fabián González Balsa, dal 21 maggio 2022